# 威廉王城

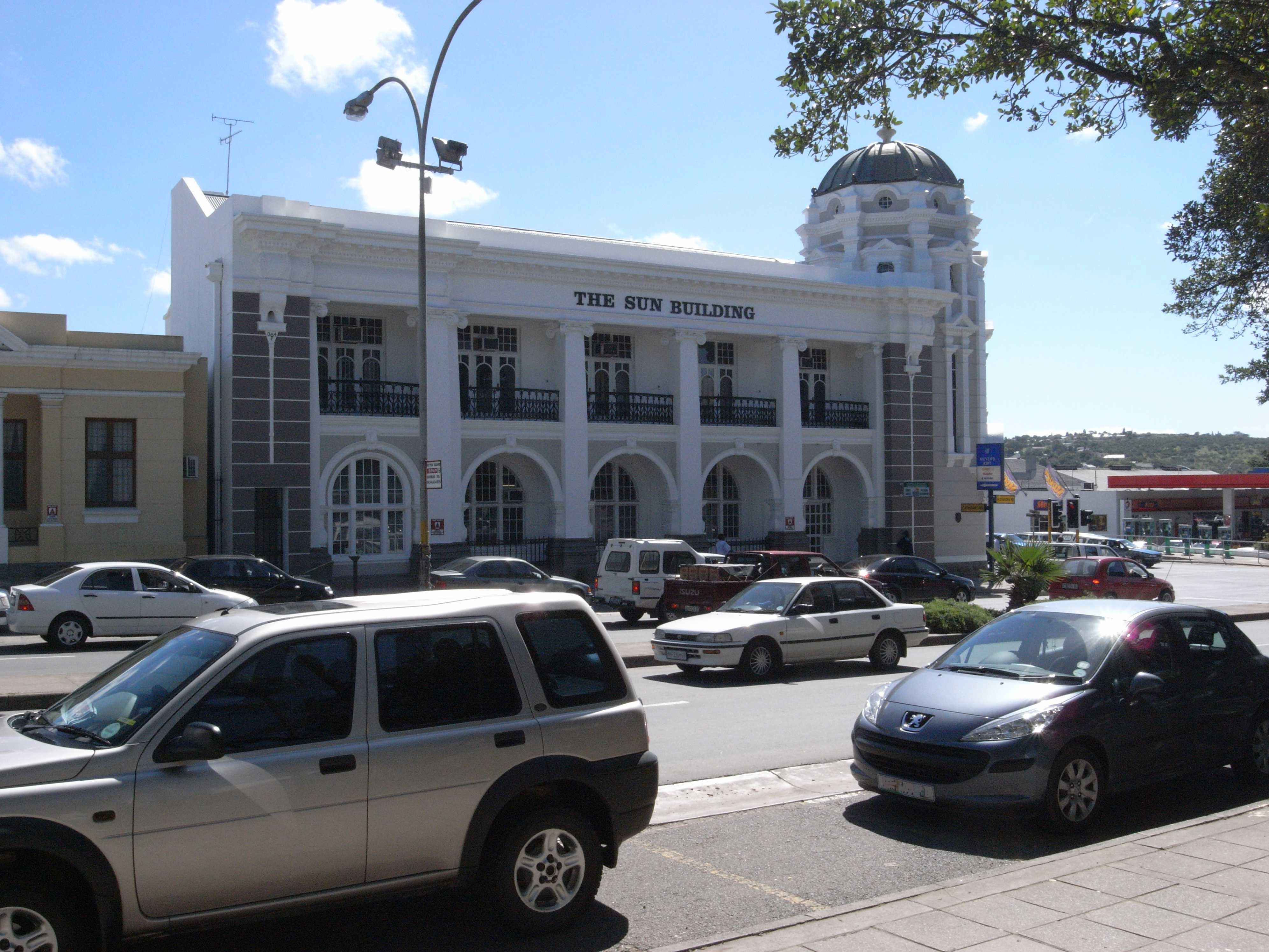
威廉王城

威廉王城是南非的城鎮，位於該國東南部，由東開普省負責管轄，始建於1835年5月，面積55.98平方公里，海拔高度389米，2001年人口28,121，人口密度每平方公里約500人。

## 外部連結
- History of King William's Town